# Ozon
Ozon, O3, är en gas bestående av tre syreatomer per molekyl. Den upptäcktes år 1839 av kemisten Christian Friedrich Schönbein. Han gav ämnet namn efter det grekiska ordet för "att lukta", ozein, med anledning av den karakteristiska lukt som uppstår vid åska, då ozon bildas. Samma lukt av ozon kan kännas även intill gnistbildande elektriska apparater, till exempel nära kommutatorn i elektriska motorer och vid bågsvetsning. Att ozonmolekylen består av tre syreatomer fastställdes 1867 av den schweiziske kemisten Jacques-Louis Soret.

## Ozon i atmosfären
Ozon förekommer naturligt i atmosfären. Ozon är farligt för människor, djur och växter när det uppkommer nära marken, men högre upp i atmosfären skyddar den människor mot farlig strålning.

### Ozon i övre atmosfären
Ozon bildas naturligt i jordens atmosfär mellan 20 och 30 km över hav (se stratosfär) via den fotokemiska process som inträffar när ultraviolett ljus från solen träffar och delar syrgas (O2) som sedan omformas till fritt syre (O1) och ozon (O3). Den höga koncentrationen av ozon i lägre delen av stratosfären gagnar livet på jorden eftersom det minskar den mängd skadlig ultraviolett strålning som når jordytan, se ozonlagret. 

### Ozon i den lägre atmosfären
Ozon i den lägre atmosfären kan betraktas som en luftförorening (se troposfär). Ozon uppstår i detta fall när luftföroreningar (som kolväten eller kväveoxider) reagerar med solljus. Ozonets kraftigt oxiderande effekt bidrar till att bryta ned andra kolväten och aldehyd-grupper i troposfären, men processen efterlämnar utöver koldioxid (CO2) och vatten (H2O) även vissa av huvudingredienserna i smog. Vid tillräckligt hög koncentration orsakar ozon en irriterande effekt på andningssystemet hos människor och djur samt en skadlig effekt på växter. Se även Marknära ozon. 

## Livslängd
Eftersom ozon är benäget att reagera kemiskt och är instabilt i höga koncentrationer har det en relativt kort livslängd jämfört med andra luftföroreningar. Halveringstiden för ozon påverkas av faktorer som tillgängliga reaktanter, temperatur, lufttryck, koncentration med mera. I en sluten kammare av rostfritt stål utan reaktanter med fläkt som blandar rumstempererad luft uppvisas en halveringstid på ca 12 timmar. I typiska inomhusmiljöer är halveringstid 6–30 minuter beroende på mängden reaktanter i utrymmet. Vissa ej verifierade påståenden hänvisar till en halveringstid så låg som 30 minuter under atmosfäriska förhållanden.

## Ozonhål
Minskningen av ozonhalten i yttre atmosfären (beroende bland annat på de ökade industriutsläppen) har under de senaste decennierna lett till att så kallade ozonhål har skapats över jordens polarregioner, Arktis och Antarktis. Ozonhålet över Antarktis är större än det i Arktis, på grund av de speciella väderförhållanden som råder i Antarktis.

## Teknisk användning
Ozon är kemiskt sett mycket aggressivt och har stor teknisk användning. Ozon har sedan länge använts för ytterst snabb och effektiv blekning av kemiska pappersmassor samt för sterilisering av vatten. En utmaning vid användning av ozon är gasens instabilitet på grund av dess höga oxidationstal. Ozon i både luft- och vätskefas har kort halveringstid på grund av dess reaktion med omgivande naturligt förekommande ämnen. Det måste därför tillverkas på plats för att bibehålla användbara koncentrationer. För att tillverka ozon på plats används portabla ozongeneratorer. Dessa skapar ozon genom koronaurladdningar eller uv-ljus. Ozon används ofta för att ta bort lukt, rena bort ämnen som annars är mycket svårnedbrytbara med andra tekniker, desinficera teknisk processutrustning samt inom halvledarindustrin.
Vanliga användningsområden
- Beredning av läkemedel och syntetiska smörjmedel, där ozonets funktion är att bryta kol–kol-bindningar.
- Blekning av pappersmassa och textilvaror.
- Desinfektion av luft och vatten, genom att ozonet dödar mögelsporer, bakterier och mikroorganismer. På många håll i världen används ozon i stället för klor för att rena kommunalt dricksvatten. Ozon bildar inga organiska klorföreningar och finns inte heller kvar i vattnet efter reningsprocessen.
- Desinfektion av tvätt på sjukhus, vårdinrättningar och inom livsmedelsindustrin.
- Dödande av bakterier, jäst, mögel och insekter på matvaror och i sädeslager.
- Odöreliminering av möbler som har överlevt brand men luktar rök; då används en så kallad ozonkammare.
- Sanering av utrymmen som luktar illa, till exempel avfallsrum och fettavskiljare, hotellrum och bilar med lukt efter cigarettrök samt rökskadade lokaler efter brand. Då är ozon effektivt och praktiskt eftersom det tillverkas i små bärbara aggregat.